# Freske u tvornici Sveti Kajo
Freske u tvornici Sveti Kajo u Svetom Kaji, Grad Solin, zaštićeno kulturno dobro.

## Opis dobra
Jedna se zove Solinska karavana uz Kozjak a druga Prvi solinski odred na Dinari 1942. Nalaze se u tvornici cementa Sveti Kajo, Salonitanska ul. 19. Nastale su 1957. godine po narudžbi Dalmacijacementa. Fresku Prvi solinski odred na Dinari 1942. naslikao je akademski slikar i kipar Ivan Joko Knežević (1907. – 1988.) na osnovi ratne fotografije reportera Čede Perića. Fresku Solinska karavana uz Kozjak 1942. – 1944. naslikao je akademski slikar Vjekoslav Parać (1904. – 1986.), prikazavši na njoj solinski puk koji na leđima prenosi oružje i hranu za potrebe partizanskih odreda. Freske su svjedoci o vremenu nastanka i očuvane su u izvornom interijeru.

## Zaštita
Početkom listopada 2016. stavljene su pod zaštitu pod oznakom P-5516 zavedene su kao nepokretno kulturno dobro - pojedinačno, pravna statusa preventivno zaštićena kulturnog dobra, klasificirano kao "ostalo".